# Oucidres
Oucidres is een plaats (freguesia) in de Portugese gemeente Chaves en telt 236 inwoners (2001).

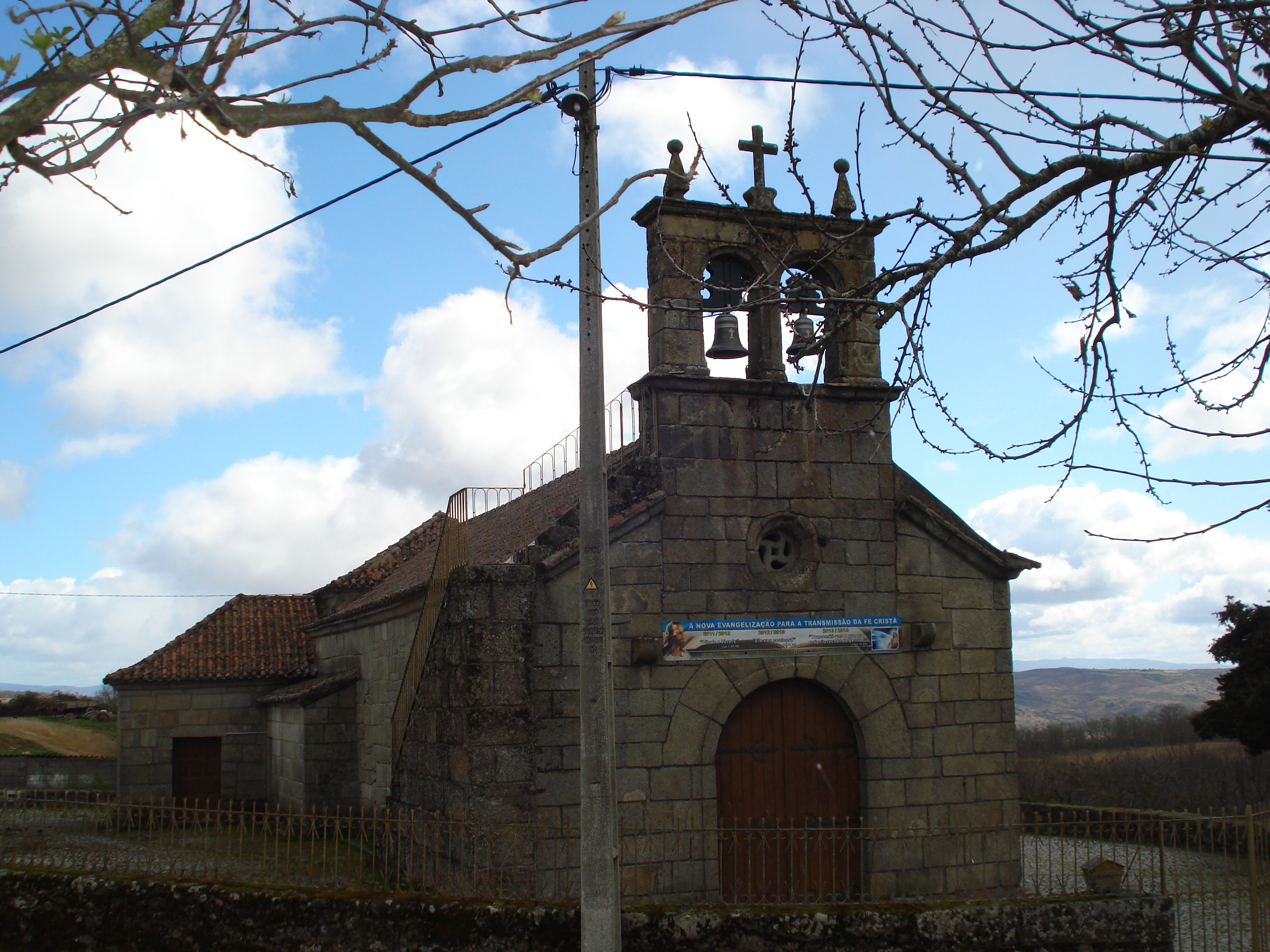
Kerk